# Indira Gurbaxani
Indira Gurbaxani (* 13. April 1961 in Bombay; † 9. April 2012 in Tübingen) war eine indisch-deutsche Wirtschaftswissenschaftlerin.
Gurbaxani war eine Expertin für multilateralen Handel und die Ökonomie von Entwicklungsländern, die seit Anfang der 1980er Jahre an der wirtschaftswissenschaftlichen Fakultät der Eberhard Karls Universität Tübingen tätig war. Sie arbeitete im Bereich Wirtschaftspolitik mit Josef Molsberger und im Bereich International Economics mit Wilhelm Kohler zusammen.
Sie hat zahlreiche Forschungsarbeiten und Bücher zu Themen internationaler Wirtschaftsbeziehungen vorgelegt. Einem allgemeineren Publikum wurde sie bekannt durch wirtschaftswissenschaftliche Artikel und Rezensionen in Zeitungen wir der Neuen Zürcher Zeitung und der Süddeutschen Zeitung.

## Veröffentlichungen (Auswahl)
- Zielsetzungen und Strategien im japanisch-amerikanischen Handelskonflikt. Tübingen 1997
- Chinas Weg in die WTO im Spannungsfeld chinesisch-amerikanischer Partikularinteressen. Tübingen 1998
- How Tensions between Specific Chinese and American Interests Affect China. In: Intereconomics. Review of European Economic Policy, Vol. 33, 1998, Number 5
- Goals, Decision-Making Mechanisms and Instruments in the Japanese-American Trade Conflict. In: Intereconomics. Review of European Economic Policy, Vol. 33, 1998, Number 3
- Industriepolitik in den Vereinigten Staaten. Diskussion und praktische Ausgestaltung. Baden-Baden : Nomos-Verl.-Ges. 2000, ISBN 978-3-7890-6747-1
- Abschließender Bericht / Dialogseminar "Krisenherde der Weltwirtschaft" vom 25. bis 27. November 1999 im Heinrich-Fabri-Institut, Geistes- und Sozialwissenschaftliches Forschungszentrum. Universität Tübingen 2000